# Aleksei Leónov
Aleksei Leónov (rus: Алексей Архипович Леонов)  (Listvianka, 30 de maig de 1934 - Hospital Burdenko, 11 d'octubre de 2019), nom complet amb patronímic Aleksei Arkhípovitx Leónov, fou un cosmonauta de la Unió Soviètica que va realitzar el primer passeig espacial el 18 de març de 1965. La nau que el va portar a l'espai exterior va ser la Voskhod 2.

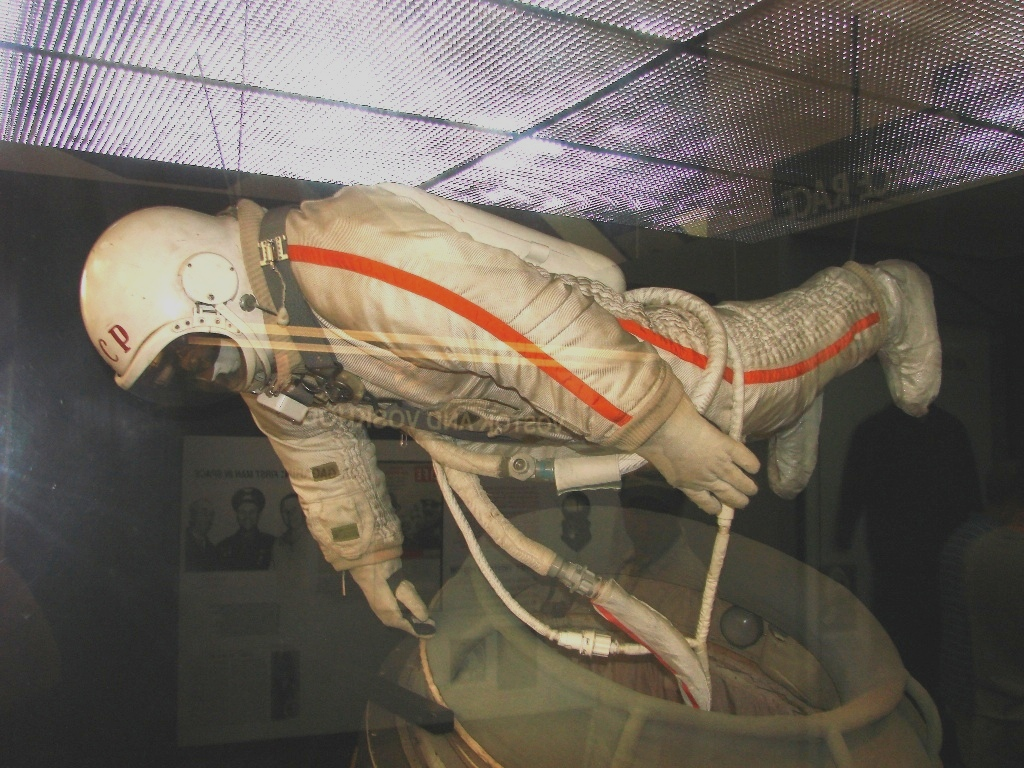
El vestit espacial que va portar Aleksei Leónov en sortir per primer cop a l'espai. Exposat al Smithsonian National Air and Space Museum

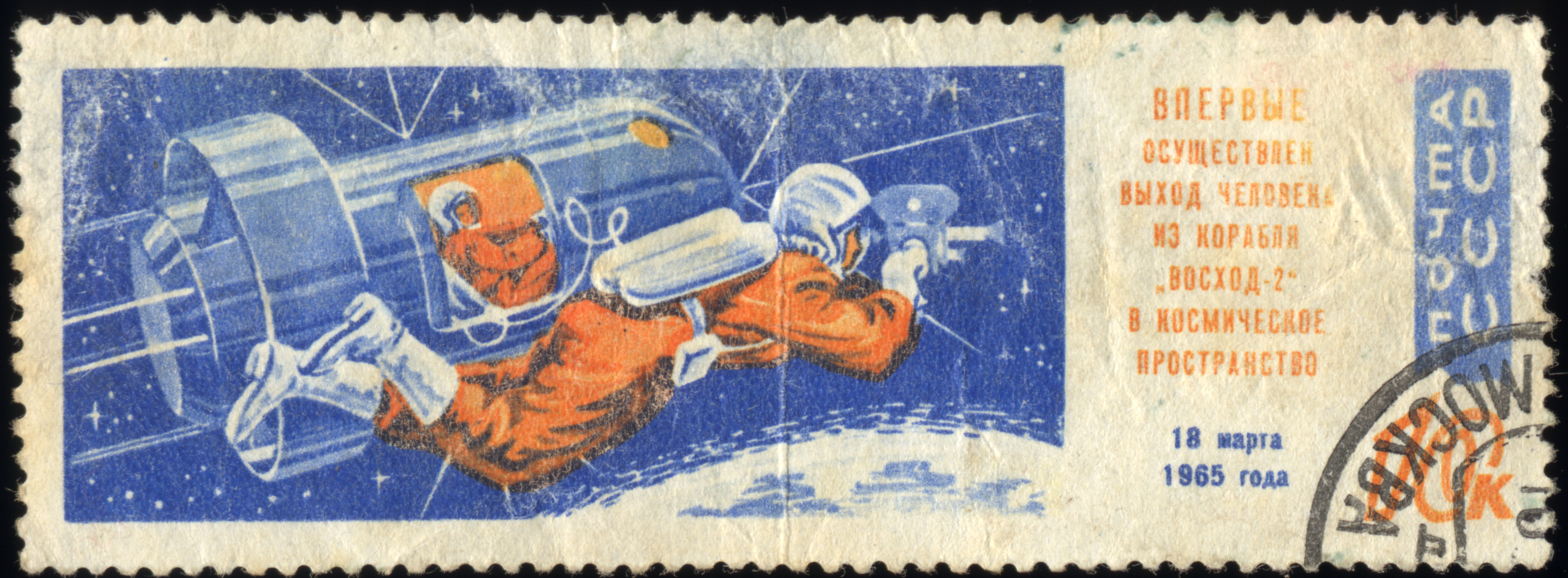
Aleksei Leónov en un segell de 10 kopeks del 1965

El 1953 va ingressar a les forces aèries i el 1959, sent pilot de combat, va ser entrenat per a viatges espacials. El 1975 va ser comandant de la nau soviètica durant la missió conjunta Apollo-Soiuz.

## Història del primer passeig espacial
Leónov va ser un dels vint pilots de la Força Aèria Soviètica seleccionat per formar part del primer grup de cosmonautes el 1960. Com tots els cosmonautes soviètics, Leónov va ser membre del Partit Comunista de la Unió Soviètica (PCUS).
El seu passeig espacial l'havia de realitzar originalment en la missió Voskhod 1, però va ser cancel·lada, de manera que l'esdeveniment històric es va produir durant el vol de la Voskhod 2. Acompanyat en la missió per Pàvel Beliàiev, Leónov va estar fora de la nau durant 12 minuts i nou segons el 18 de març de 1965, unit amb la nau per una corretja de 5,35 metres.
Al final del passeig espacial, el vestit espacial de Leónov s'havia inflat en el buit de l'espai fins al punt que no podia tornar a entrar a la resclosa d'aire. Va haver de obrir una vàlvula per permetre que la pressió del vestit descendís i ser capaç de tornar a entrar a la càpsula. Leónov havia passat un any i mig en entrenament intensiu d'ingravidesa per a la missió.

## Després de la missió Voskhod 2
El 1968, Leónov va ser seleccionat per ser comandant d'un vol circunlunar de la Soiuz. No obstant això, com tots els vols de prova no tripulats d'aquest projecte van fracassar, i la missió Apol·lo 8 ja havia fet aquest pas en la carrera espacial dels nord-americans, per tant el vol va ser cancel·lat.
També va ser seleccionat per ser el primer soviètic a la Lluna, a bord de la nau espacial LOK / N1. Aquest projecte també va ser cancel·lat. (En el pla de la missió requeria un perillós passeig espacial entre els vehicles lunars, cosa que va contribuir a la seva selecció).
Leónov va poder haver estat comandant de la malmesa missió Soyuz 11 el 1971 a la Salyut 1, la primera estació espacial tripulada, però la seva tripulació va ser reemplaçada per la de reserva després que el cosmonauta Valeri Kubasov fos sospitós d'haver contret la tuberculosi.
El segon viatge a l'espai d'Leónov ser igualment significatiu: va ser el comandant de la part soviètica de la missió Apol·lo-Soyuz -Soyuz 19- la primera missió espacial conjunta entre la Unió Soviètica i els Estats Units.
De 1976 a 1982, Leónov va ser el comandant de l'equip de cosmonautes i director adjunt del Centre de Formació de Cosmonautes Iuri Gagarin, on va supervisar la formació de les tripulacions. També va editar el periòdic dels cosmonautes Neptú. Es va retirar el 1991.
El 2001, va ser un dels vicepresidents de la seu a Moscou de l'Alfa Bank i assessor del vicepresident primer en el Consell.

## Dibuix, llibres i cinema
Leónov fou un artista consumat que va publicar llibres que inclouen àlbums de les seves obres artístiques i les obres que va fer en col·laboració amb el seu amic Andrei Sokolov.
Leónov va portar llapis de colors i paper a l'espai, on va esbossar la Terra i va dibuixar retrats dels astronautes de l'Apolo que van viatjar amb ell durant el projecte Apol·lo-Soyuz.
Arthur C. Clarke va escriure en les seves notes fetes per 2010: Odissea dos, que després de veure una projecció el 1968 de 2001: A Space Odyssey, Leónov li va assenyalar que l'alineació de la Lluna, la Terra i el Sol que es mostra en l'obertura de la pel·lícula és essencialment la mateixa que la que apareix en la seva pintura de 1967 de sobre la Lluna, tot i que l'enquadrament diagonal de la pintura no es va repetir en la pel·lícula. Clarke va tenir penjat a la paret de la seva oficina un esbós autografiat d'aquesta pintura, realitzat per Leónov després de la projecció.
El 2004, Leónov i l'astronauta nord-americà David Scott van començar a treballar en una història doble de la carrera espacial entre els Estats Units i la Unió Soviètica. Sota el títol "Les dues cares de la lluna: La nostra Història de la Cursa Espacial en la Guerra Freda", que es va publicar el 2006. Neil Armstrong i Tom Hanks van escriure la introducció al llibre.
Leónov també va col·laborar en el llibre de 2007 Aquest mar silenciós de Colin Burgess i Francis French, que descriu la seva vida i la seva carrera en l'exploració espacial.
Va ser assessor en la pel·lícula del 2017, doblada al català, Temps de pioners (en rús: Vremia Pervyj) en la qual es relata el seu passeig espacial.